# 기니문둥이박쥐
기니문둥이박쥐 또는 작은문둥이박쥐(Neoromicia guineensis)는 애기박쥐과에 속하는 박쥐의 일종이다. 베넹과 부르키나 파소, 카메룬, 중앙아프리카공화국, 차드, 콩고공화국, 콩고민주공화국, 코트디부아르, 에티오피아, 감비아, 가나, 기니, 기니비사우, 나이지리아, 세네갈, 수단, 토고 그리고 우간다에서 발견된다.
자연 서식지는 건조 사바나 지역과 습윤 사바나 지역 그리고 아열대 또는 열대 기후 지역의 건조 관목 지대와 습윤 관목 지대이다.